# Артурас Кузмічюс
Арту́рас Кузмічю́с (лит. Artūras Kuzmičius; народився 28 лютого 1990) — литовський хокеїст, воротар. Виступав за «Дизель Пенза-2». 

## Спортивна кар'єра
У складі національної збірної Литви учасник молодіжної збірної країни (U20) на юніорських чемпіонатах світу 2008 та 2009 років, і почав виступати за головну команду країни з 2009 року на чемпіонатах світу — 2010 (дивізіон I).
Виступав за «Дизель Пенза-2».